# Orthoferrit
Orthoferrite sind eine Klasse chemischer Verbindungen mit der Formel RFeO3, wobei R für ein oder mehrere Seltenerdelemente steht. Ortho steht für die orthorhombische Kristallstruktur mit der Raumgruppe Pbnm (Raumgruppen-Nr. 62, Stellung 3). Die meisten Orthoferrite sind schwach ferromagnetisch.
Das Subsystem der Eisenionen ist eigentlich schachbrettartig antiferromagnetisch geordnet mit Néel-Temperaturen TN im Bereich 620 bis 740 K. Das Subsystem der Seltenerdionen ist oberhalb von 5 K paramagnetisch und erhält seine Magnetisierung nur durch Wechselwirkungen mit dem Eisen-Subsystem. Die Besonderheit der Orthoferrite ist nun eine antisymmetrische Austauschwechselwirkung, welche das Vektorprodukt von benachbarten Spins im Gegensatz zum üblichen Skalarprodukt beinhaltet. Ohne diese Wechselwirkung wären die Orthoferrite antiferromagnetisch (mit magn. Moment G). Die Wechselwirkung führt zu einem kleinen Verkanten der eigentlich antiparallel magnetisierten Spins im Eisen-Untergitter, was die Orthoferrite zu „schwachen“ Ferromagneten macht, mit {\displaystyle 4\pi }Ms = 100 G.
Des Weiteren ist interessant, dass einige dieser Verbindungen einen Phasenübergang zeigen, bei dem sich die Richtung der antiferromagnetisch geordneten Spins und folglich auch der Nettomagnetisierung um 90° dreht.

## Anwendungen
Die Kombination hoher magnetischer Resonanzfrequenzen mit sehr großen magnetooptischen Effekten macht die Orthoferrite zu interessanten Objekten für das Studium der laserinduzierten Dynamik. Orthoferrite sind transparent und können die Polarisation eines Lichtstrahls unter der Steuerung eines Magnetfeldes ändern (Faraday-Rotation). Dadurch sind sie potentiell als optische Sensoren und Aktoren für den Einsatz in der optischen Kommunikation interessant. Sie wurden auch als magnetisches Material in Magnetblasenspeichern verwendet.

## Beispiele
- Lanthan-Orthoferrit, LaFeO3[3]
- Dysprosium-Orthoferrit, DyFeO3[4]